# Савойська ліга
Савойська ліга (фр. Ligue savoisienne, арп. Liga de la Savouè) — французька регіональна сепаратистська партія, яка діє в департаменті Савоя. Заснована в 1995 році. Лідер партії — Патріс Абель.
Партія виступає за незалежність Савої, яка була приєднані до Франції в результаті Туринського договору 1860 року. Також Савойська ліга співпрацює з Рухом Савойського регіону, яке виступає радше за автономію Савої, а не за її незалежність від Франції.
Входить до складу Європейського вільного альянсу.